# Ligações Perigosas (minissérie)
Ligações Perigosas é uma minissérie brasileira produzida e exibida pela TV Globo de 4 a 15 de janeiro de 2016, em 10 capítulos.
Inspirada no clássico da literatura francesa As Ligações Perigosas de Pierre Choderlos de Laclos, foi escrita por Manuela Dias e Maria Helena Nascimento, com a colaboração de Walter Daguerre, sob supervisão de texto de Duca Rachid, direção de João Paulo Jabur, Vinícius Coimbra e Denise Saraceni, sendo os dois últimos, diretores artísticos.
Contou com Patricia Pillar, Marjorie Estiano, Selton Mello, Yanna Lavigne, Renato Góes, Jesuíta Barbosa, Aracy Balabanian e Alice Wegmann nos papéis principais.

## Enredo
Tudo começa quando Isabel D´Ávila de Alencar (Isabella Santoni/Patrícia Pillar) descobre que Cecília (Alice Wegmann), a filha de sua prima Iolanda (Lavínia Pannunzio), irá se casar com seu ex-amante Heitor Damasceno (Leopoldo Pacheco). Para se vingar de Heitor, Isabel pede que seu amigo e cúmplice, Augusto de Valmont (Ghilherme Lobo/Selton Mello), seduza a filha de sua prima para que ela se entregue ao bon vivant antes do casamento. De início, Augusto despreza a ideia da amiga e diz que seu foco é outro: Mariana de Santanna (Marjorie Estiano), uma devota jovem que ele conhece na casa de sua tia Consuêlo (Aracy Balabanian) e se encanta.
Porém, Augusto descobre que a mãe de Cecília, Iolanda, tem destruído sua reputação para Mariana. Maquiavélico, o bon vivant muda de ideia e decide seguir em frente com a ideia de Isabel. A prima de Iolanda, então, sugere que Cecília faça aulas de música com Felipe (Jesuíta Barbosa). Os dois se apaixonam e, reprimida por Iolanda, a jovem acaba se abrindo com a prima da mãe, que ela trata e respeita como uma tia. Com segundas intenções, Isabel estimula cada vez mais esta paixão dos dois jovens. Cecília, que também está passando uma temporada na casa de Consuêlo, recebe frequentemente visitas de Augusto, achando que é seu amigo, pois sempre traz cartas de Felipe. O cortejador abusa da sua sensualidade para seduzir Cecília, para que a jovem se entregue a ele antes do casamento.

## Elenco
| Intérprete          | Personagem                   |
| ------------------- | ---------------------------- |
| Patrícia Pillar     | Isabel D'Ávila de Alencar    |
| Selton Mello        | Augusto de Valmont           |
| Marjorie Estiano    | Mariana de Santanna          |
| Alice Wegmann       | Cecília Mata Medeiros        |
| Jesuíta Barbosa     | Felipe Labarte               |
| Leopoldo Pacheco    | Heitor Damasceno             |
| Aracy Balabanian    | Consuelo                     |
| Lavínia Pannunzio   | Iolanda Mata Medeiros        |
| Danilo Grangheia    | Otávio Lemos                 |
| Renato Góes         | Vicente                      |
| Yanna Lavigne       | Júlia                        |
| Alice Assef         | Vitória                      |
| Mario Borges        | Padre Anselmo                |
| Camila Amado        | Madre Antônia                |
| Ary Coslov          | José Alves                   |
| Darwin del Fabro    | Astolfo Lemos / Collete D'or |
| Keli Freitas        | Emília                       |
| Hanna Romanazzi     | Sofia                        |
| Eunice Bráulio      | Dos Anjos                    |
| Vera Maria Monteiro | Adelaide                     |

### Participações especiais
| Intérprete       | Personagem                        |
| ---------------- | --------------------------------- |
| Isabella Santoni | Isabel D'Ávila de Alencar (jovem) |
| Ghilherme Lobo   | Augusto de Valmont (jovem)        |
| Mário José Paz   | Marquês D'Ávila de Alencar        |

### Elenco de apoio
| Intérprete         | Personagem                                                                    |
| ------------------ | ----------------------------------------------------------------------------- |
| Cláudio Mendes     | Padre para quem Isabel se confessa na adolescência, no internato              |
| Wilson Rabelo      | Mendigo que tem os pés lavados por Mariana                                    |
| Jitman Vibranovski | Médico que atende Mariana no convento                                         |
| Nikolas Antunes    | Homem que vai para o quarto com Isabel durante uma festa                      |
| Mabel Cezar        | Mulher que fala mal de Isabel no teatro antes dela ser humilhada publicamente |

## Antecedentes
Em 2005, Gilberto Braga foi autorizado por Mário Lúcio Vaz, então diretor-geral artístico da Rede Globo a escrever uma microssérie em 8 capítulos, baseada no livro Les liaisons dangereuses, porém sem previsão de estreia. Fábio Assunção e Malu Mader interpretariam os papeis que foram de John Malkovich e Glenn Close, respectivamente no longa homônimo, sendo ambientado no Rio de Janeiro contemporâneo.
Em 2014, o projeto voltou novamente a tona, através das mãos da roteirista Manuela Dias e do diretor Vinícius Coimbra, após este fazer pesquisas históricas para a telenovela Lado a Lado. Inicialmente Gabriel Braga Nunes e Débora Bloch, foram cotados para os papeis de Malkovich e Close, mas devido aos compromissos de Nunes com a telenovela Babilônia e de Bloch com Sete Vidas, os personagens vieram a ficar com Selton Mello e Patricia Pillar.

## Produção
Para ambientar a história que se passa em 1928 na fictícia Vila Nova, localizada no litoral paulista, foram gravadas cenas em Puerto Madryn na Patagônia argentina e em Concepción del Uruguay, onde o Palácio Santa Cândida serviu como locação da casa da personagem de Aracy Balabanian.
No Rio de Janeiro, a Fortaleza de Santa Cruz da Barra foi usada como locação do convento onde Cecília (Alice Wegmann) e Sofia (Hanna Romanazzi) viveram, além do Teatro Municipal, Palácio São Clemente e Palacete Modesto Leal. A minissérie foi totalmente gravada e pós-produzida com a tecnologia 4K.

## Exibição
Assinantes do streaming Globoplay que possuem um televisor de resolução 4K, tiveram acesso no dia 1 de janeiro ao primeiro episódio, sendo que após a exibição pela emissora, os demais episódios eram liberados diariamente para os assinantes da plataforma virtual.

## Repercussão

### Audiência
| Capítulo | Audiência   | Fonte  |
| -------- | ----------- | ------ |
| Cap. 1   | 23.3 pontos | [ 34 ] |
| Cap. 2   | 23 pontos   | [ 35 ] |
| Cap. 3   | 21.7 pontos | [ 36 ] |
| Cap. 4   | 20.7 pontos | [ 37 ] |
| Cap. 5   | 20 pontos   | [ 38 ] |
| Cap. 6   | 22.3 pontos | [ 39 ] |
| Cap. 7   | 22.8 pontos | [ 40 ] |
| Cap. 8   | 24.2 pontos | [ 41 ] |
| Cap. 9   | 22.4 pontos | [ 42 ] |
| Cap. 10  | 23.2 pontos | [ 43 ] |

A trama obteve média geral de 22,3 pontos.
- Em 2016, cada ponto equivale a 69.417 domicílios em São Paulo.

### Prêmios e indicações
| Ano  | Prêmio                         | Categoria                          | Indicação       | Resultado | Ref.   |
| ---- | ------------------------------ | ---------------------------------- | --------------- | --------- | ------ |
| 2016 | Prêmio Extra de Televisão      | Melhor Série                       | Manuela Dias    | Indicado  | [ 44 ] |
| 2016 | Troféu APCA                    | Melhor Série                       | Manuela Dias    | Indicado  | [ 45 ] |
| 2016 | PromaxBDA Latin America Awards | Melhor Chamada (Medalha de Bronze) | Rede Globo      | Venceu    | [ 46 ] |
| 2016 | Prêmio Quem de Televisão       | Melhor Atriz                       | Patricia Pillar | Indicado  | [ 47 ] |
| 2016 | Prêmio Quem de Televisão       | Melhor Ator                        | Selton Mello    | Indicado  | [ 47 ] |
| 2016 | Prêmio Quem de Televisão       | Melhor Atriz Coadjuvante           | Alice Wegmann   | Indicado  | [ 47 ] |